# هالدنسلبن
شهر هالدنسلبندر ایالت زاکسن-آنهالت در کشور آلمان واقع شده‌است.